# Kim Hyo-joo
Kim Hyo-joo (en coréen : 김효주, hanja : 金孝周), née le 14 juillet 1995 à Wonju, est une golfeuse professionnelle sud-coréenne.
Talent précoce, Kim Hyo-joo grandit au sein d'une concurrence accrue en Corée du Sud où le golf féminin y connaît un fort succès. Amateure de qualité, elle remporte des tournois professionnelles sur le circuit sud-coréen, taïwanais et japonais en 2012, l'incitant ainsi dans cette même année à passer professionnelle à l'âge de dix-sept ans seulement. Membre du circuit sud-coréen nommé Korean of LPGA, elle remporte son premier tournoi en tant que professionnelle lors de l'Open de Chine en fin d'année 2012. Deux ans plus tard, elle réalise une saison 2014 où elle éclot au niveau mondial. Elle compte six victoires lors de cette saison 2014 sur le circuit sud-coréen et est nommée meilleur joueur du circuit du Korean of LPGA mais surtout sort victorieuse du tournoi majeur du Championnat Amundi Evian en devançant d'un coup l'Australienne Karrie Webb. Elle devient ainsi en 2015 membre du circuit américain LPGA et alterne entre les deux circuits sud-coréen et américain depuis.
Elle compte à ce jour 22 titres de tournois professionnelles  et obtient son meilleur rang mondial en 2015 avec une 4e place, elle reste dans le top 20 mondial depuis juin 2019.

## Palmarès

### Victoires professionnelles
| N°  | Date       | Circuit principal | Tournoi                              | Score           | Par  | Marge   | Finaliste                                |
| --- | ---------- | ----------------- | ------------------------------------ | --------------- | ---- | ------- | ---------------------------------------- |
| 1.  | 15/04/2012 | Korea LPGA        | Open Lotte Mart - (a)                | 66-67-73-66=272 | - 16 | 9 coups | Moon Hyun-hee                            |
| 2.  | 10/06/2012 | Japan LPGA        | Open de Suntory - (a)                | 71-71-68-61=271 | - 17 | 4 coups | Miki Saiki                               |
| 3.  | 13/09/2012 | Taiwan LPGA       | Open Swinging Skirts - (a)           | 69-68-70=207    | - 9  | 5 coups | Ssu-chia Cheng                           |
| 4.  | 16/12/2012 | Korea LPGA        | Open de Chine                        | 68-68-69=205    | - 11 | 2 coups | Kim Hye-youn                             |
| 5.  | 22/06/2014 | Korea LPGA        | Open de Corée                        | 71-71-69-74=285 | - 3  | 2 coups | Bae Seon-woo                             |
| 6.  | 06/07/2014 | Korea LPGA        | Open de Kumho Tire                   | 67-67-69=203    | - 13 | 7 coups | Ko Jin-young                             |
| 7.  | 03/08/2014 | Korea LPGA        | Classique d'Hanwha Finance           | 69-69-76-69=283 | - 5  | 6 coups | Lee Jung-min                             |
| 8.  | 14/09/2014 | LPGA              | Championnat Amundi Evian             | 61-72-72-68=273 | - 11 | 1 coup  | Karrie Webb                              |
| 9.  | 12/10/2014 | Korea LPGA        | Championnat Hite Jinro               | 69-73-69-73=284 | - 4  | Playoff | Lee Jung-min                             |
| 10. | 26/10/2014 | Korea LPGA        | Championnat KB Financial Star        | 69-71-67-69=276 | - 12 | 1 coup  | Inbee Park                               |
| 11. | 14/12/2014 | Korea LPGA        | Open de Chine                        | 70-67-65=202    | - 14 | 2 coups | Chun In-gee                              |
| 12. | 22/03/2015 | LPGA              | Coupe des Fondateurs JTBC            | 65-69-66-67=267 | - 21 | 3 coups | Stacy Lewis                              |
| 13. | 05/07/2015 | Korea LPGA        | Open de Kumho Tire                   | 68-66-72=206    | - 10 | 4 coups | Shanshan Feng                            |
| 14. | 31/01/2016 | LPGA              | Classique de Pure Silk-Bahamas       | 70-70-68-66=274 | - 18 | 3 coups | Kim Sei-young Stacy Lewis Anna Nordqvist |
| 15. | 18/12/2016 | Korea LPGA        | Open de Corée                        | 74-69-67=210    | - 6  | 2 coups | Jang Ha-na Lim Eun-bin                   |
| 16. | 07/06/2020 | Korea LPGA        | Open Lotte Cantata                   | 66-68-69-67=270 | - 18 | Playoff | Kim Sei-young                            |
| 17. | 18/10/2020 | Korea LPGA        | Championnat KB Financial Group Star  | 66-69-69-75=279 | - 9  | 8 coups | Ko Jin-young                             |
| 18. | 02/05/2021 | LPGA              | HSBC Women's World Championship      | 67-68-72-64=271 | - 17 | 1 coup  | Hannah Green                             |
| 19. | 19/09/2021 | Korea LPGA        | OKSavingsBank Se Ri Pak Invitational | 68-67-66=201    | - 15 | 2 coups | Hong Jung-min                            |
| 20. | 31/10/2021 | Korea LPGA        | Classique de SK Networks Seokyung    | 71-68-67-68=274 | - 14 | 1 coup  | Lee So-young                             |
| 21. | 16/04/2022 | LPGA              | Championnat Lotte                    | 67-67-72-71=277 | - 11 | 2 coups | Hinako Shibuno                           |
| 22. | 08/10/2023 | LPGA              | Classique Volunteers of America      | 64-68-70-69=271 | - 13 | 4 coups | Bianca Pagdanganan Atthaya Thitikul      |

### Classement WWGR en fin de saison
Le golf féminin a mis en place un classement mondial, nommé le Women's World Golf Rankings, introduit en 2006.
| Année        | 2012 | 2013 | 2014 | 2015 | 2016 | 2017 | 2018 | 2019 | 2020 | 2021 | 2022 | 2023 |
| Rang mondial | 41e  | 25e  | 7e   | 9e   | 25e  | 48e  | 45e  | 13e  | 9e   | 9e   | 9e   | 7e   |